# Вторжение на Яву (1811)
Вторже́ние на Я́ву — десантная операция британского флота на острове Ява, проходившая в период Наполеоновских войн с августа по сентябрь 1811 года.
Изначально Ява была голландской колонией. В период Великой французской революции и Наполеоновских войн французы вторглись в Голландию и в 1795 году провозгласили Батавскую республику, в 1806 году преобразованную в Голландское королевство. Когда в 1810 году Голландия вошла в состав Французской империи, Ява стала титульной французской колонией, однако по прежнему находилась под контролем голландцев.
Вплоть до окончания Наполеоновских войн остров находился под контролем британцев и был возвращен Голландии по результатам Лондонской конвенции 1814 года.